# 阿赫利亞 (考卡河谷省)
4°40′N 76°40′W / 4.667°N 76.667°W

阿赫利亞（西班牙語：Argelia）是哥倫比亞考卡河谷省的城鎮，位於該國西部，距離卡利224.9公里，面積87平方公里，海拔高度1,560米，始建於1904年3月22日，2005年人口為5,891。